# Legge delle pressioni parziali

Legge di Dalton delle pressioni parziali.

La pressione totale esercitata da una miscela ideale di gas ideali è uguale alla somma delle singole pressioni che ogni gas eserciterebbe se si trovasse da solo nelle stesse condizioni della miscela, ovvero nelle stesse condizioni di temperatura e volume.
La pressione parziale {\displaystyle p_{i}} di un componente di una miscela di gas è la pressione che questo avrebbe qualora occupasse, da solo, il volume a disposizione dell'intera miscela alla medesima temperatura T.
Più precisamente, la pressione P di una miscela di q gas può essere definita come:
{\displaystyle P=\sum _{i=1}^{q}p_{i}=p_{1}+p_{2}+...+p_{q}}
dove {\displaystyle p_{i}} rappresenta la pressione parziale dell'i-esimo componente.
Questo significa che ogni gas presente in una miscela ideale, agisce come se l'altro gas non fosse presente e, pertanto, le pressioni di ciascun gas possono essere semplicemente sommate. Si presume che i gas non reagiscano o interagiscano mediante forze intermolecolari (forza di van der Waals, forza di London) l'uno con l'altro.
La legge è anche detta legge di Dalton per via del nome del chimico John Dalton, che la formulò per primo nel 1807.

## Esempi

### Pressione atmosferica
I componenti principali dell'aria sono:
- azoto (nella percentuale molare del 78%);
- ossigeno (nella percentuale molare del 20,96%);
- anidride carbonica (nella percentuale molare dello 0,03%);
- argon (nella percentuale molare dello 0,8%);
- altri gas (nella percentuale molare dello 0,21%).

Approssimando l'aria a un gas ideale, secondo la legge di Dalton la somma delle corrispondenti pressioni parziali deve essere uguale alla pressione atmosferica (1 atm = 1,01 x 10⁵ Pa = 760 mmHg), da cui:
| Gas                | Pa           | mmHg    |
| ------------------ | ------------ | ------- |
| Azoto              | 7,9014 × 10⁴ | 592,131 |
| Ossigeno           | 2,1232 × 10⁴ | 159,296 |
| Anidride carbonica | 3,04 × 10¹   | 0,228   |
| Argon              | 8,104 × 10²  | 6,081   |
| Altri gas          | 2,127 × 10²  | 1,596   |

### Gas ideali
Applicando l'equazione di stato dei gas perfetti, la legge di Dalton assume la forma 
{\displaystyle P={\frac {RT}{V}}\sum n_{i}}
dove:
- P: pressione totale
- R: costante dei gas
- T: temperatura assoluta (in kelvin)
- V: volume del contenitore
- n1, n2.. ni: moli di ciascun gas

In tal senso è possibile calcolare la pressione totale anche con variazioni di temperatura e volume. Considerando tuttavia che:
{\displaystyle P=\sum p_{i}}
dove {\displaystyle p_{i}=n_{i}{\frac {RT}{V}}}
e sapendo che la frazione molare xi è il rapporto tra le moli ni del gas e la somma delle moli di ciascun gas, ossia:
{\displaystyle x_{i}={\frac {n_{i}}{\sum n_{i}}}}
ne deriva che la pressione parziale di ciascun componente è ugual
e alla pressione totale per la propria frazione molare:
{\displaystyle p_{i}=n_{i}{\frac {P}{\sum n_{i}}}=x_{i}P}

## Immersioni subacquee
La legge di Dalton e i principi sopra esposti sono di fondamentale importanza nell'attività subacquea. Infatti il volume di gas (principalmente azoto e ossigeno) disciolti nel sangue è proporzionale alla pressione assoluta. Ciò significa che all'aumentare della pressione aumenta anche la quantità dei gas disciolti nel sangue. Quindi se ipoteticamente alla pressione di 1 atm (a livello del mare) è presente una mole di azoto disciolto nel sangue, a 10 atm saranno presenti 10 moli di azoto disciolti nel sangue.
La camera iperbarica simula un ambiente come quello dei fondali marini, soggetto a pressione e simulando una "risalita" (cioè diminuendo costantemente la pressione) facilita il riequilibrio tra i gas disciolti e la pressione esterna.